# Marinha Raupp
Marinha Célia Rocha Raupp de Matos, también conocida simplemente como Marinha Raupp es una psicóloga, profesora y política brasileña. Aunque nació en São Paulo, su carrera política la ha hecho representando al estado de Rondônia, desde 1995 hasta 2019.

## Educación
Raupp es alumna del campus de la Universidad del estado de São Paulo en Assis. En 1985 se mudó a Rondônia desde São Paulo, al aceptar una posición como profesora en la universidad local.

## Carrera política
Antes de convertirse en política trabajó como psicóloga y profesora de psicóloga.
Participó en las elecciones generales de Brasil 2018, pero solo recibió 18,223 votos, un 2.33%, insuficientes para ser reelegida como diputada federal.

## Vida personal
Raupp está casada con el exsenador y gobernador de Rondônia Valdir Raupp. Tienen dos hijos, Cristiane e Valdir jr.